# Theophrastoideae
Die Theophrastoideae, selten auch Schneckensamengewächse genannt, sind eine Unterfamilie in der Pflanzenfamilie der Primelgewächse (Primulaceae) aus der Ordnung der Heidekrautartigen (Ericales). Sie enthält etwa acht Gattungen und rund 105 Arten. Sie hatte ehemals den Rang einer Familie Theophrastaceae.

## Beschreibung

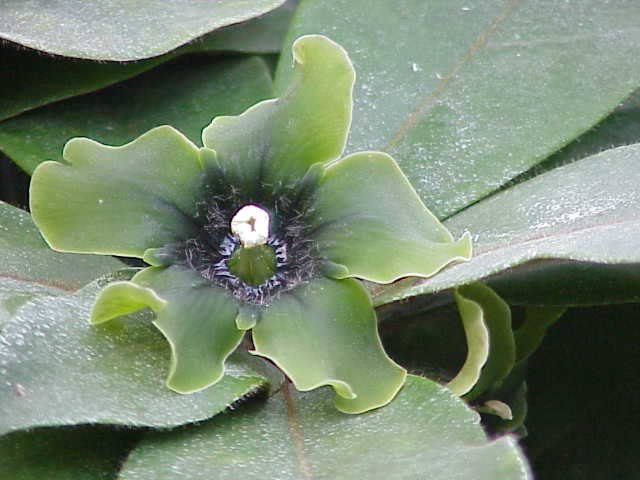
Blüte von Deherainia smaragdina: Erst wenn die Narbe empfangsbereit ist, spreizen die Staubblätter nach außen und geben den Fruchtknoten, Griffel und Narbe frei

### Vegetative Merkmale
Die Gattungen der Tribus Theophrasteae enthalten meist immergrüne, kleine bis hoch werdende Sträucher oder kleine Bäume. Die wechselständig, oft (schein)quirlig angeordneten Laubblätter sind gestielt, ledrig, einfach und besitzen eine drüsige Punktierung. Der Blattrand ist meist gewellt bis gezähnt oder stachelig gezähnt, selten ganzrandig. Nebenblätter sind keine vorhanden.
Die Gattung Samolus enthält 15 krautige Pflanzenarten mit gestielten Blättern, die im unteren Bereich der Verzweigungen wechselständig sind und am Ende der Verzweigungen quirlig zusammen stehen.
Für alle Gattungen gilt, dass mit der Lupe betrachtet bei getrockneten Laubblättern die subepidermalen Fasern als feine Streifen erkennbar sind.

### Generative Merkmale
Die Arten sind protandrisch, also vormännlich. Die angenehm oder unangenehm duftenden Blüten stehen selten einzeln, meist in endständigen, zuweilen seitenständigen Blütenständen in Form von Trauben, Schirmtrauben oder Wickeln. Es sind meist Deckblätter vorhanden.
Die meist zwittrigen Blüten sind radiärsymmetrisch bis etwas asymmetrisch und meist fünfzählig, manchmal vierzählig. Sie haben eine doppelte Blütenhülle (Perianth). Bei vielen Clavija-Arten sind die Blüten eingeschlechtig. Die selten vier oder meist fünf Kelchblätter sind meist frei, außer bei Clavija, bei Samolus sind sie an der Basis röhrig verwachsen. Die (vier bis) fünf Kronblätter sind verwachsen. Das Androeceum enthält selten acht oder meist zehn Staubblätter und besteht aus zwei Kreisen: der äußere Kreis enthält (vier oder) fünf  sterile, petaloide („kronblattartige“) Staminodien; die selten vier oder meist fünf Staubblätter des inneren Kreises sind fertil. Anfangs, wenn sich die Blüte öffnet, stehen die Staubbeutel genähert zusammen und später sind voneinander entfernt. Meist fünf (selten vier) Fruchtblätter sind zu einem bei der Tribus Theophrasteae oberständigen, bei Samolus halbunterständigen, synkarpen, einfächerigen Fruchtknoten verwachsen mit einigen bis vielen Samenanlagen. Es ist ein Griffel und eine Narbe vorhanden.
Die Früchte sind überwiegend trockene Beeren, selten Steinfrüchte, bei Samolus sind es aber fünfklappige Kapselfrüchte.

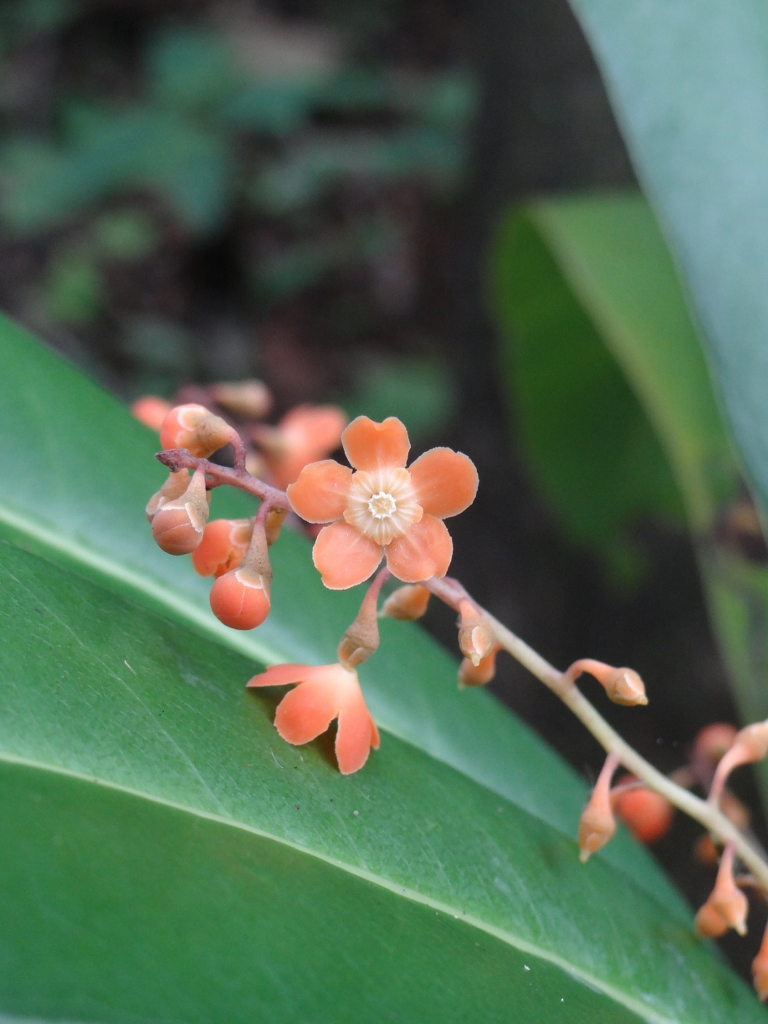
Tribus Theophrasteae: Clavija nutans

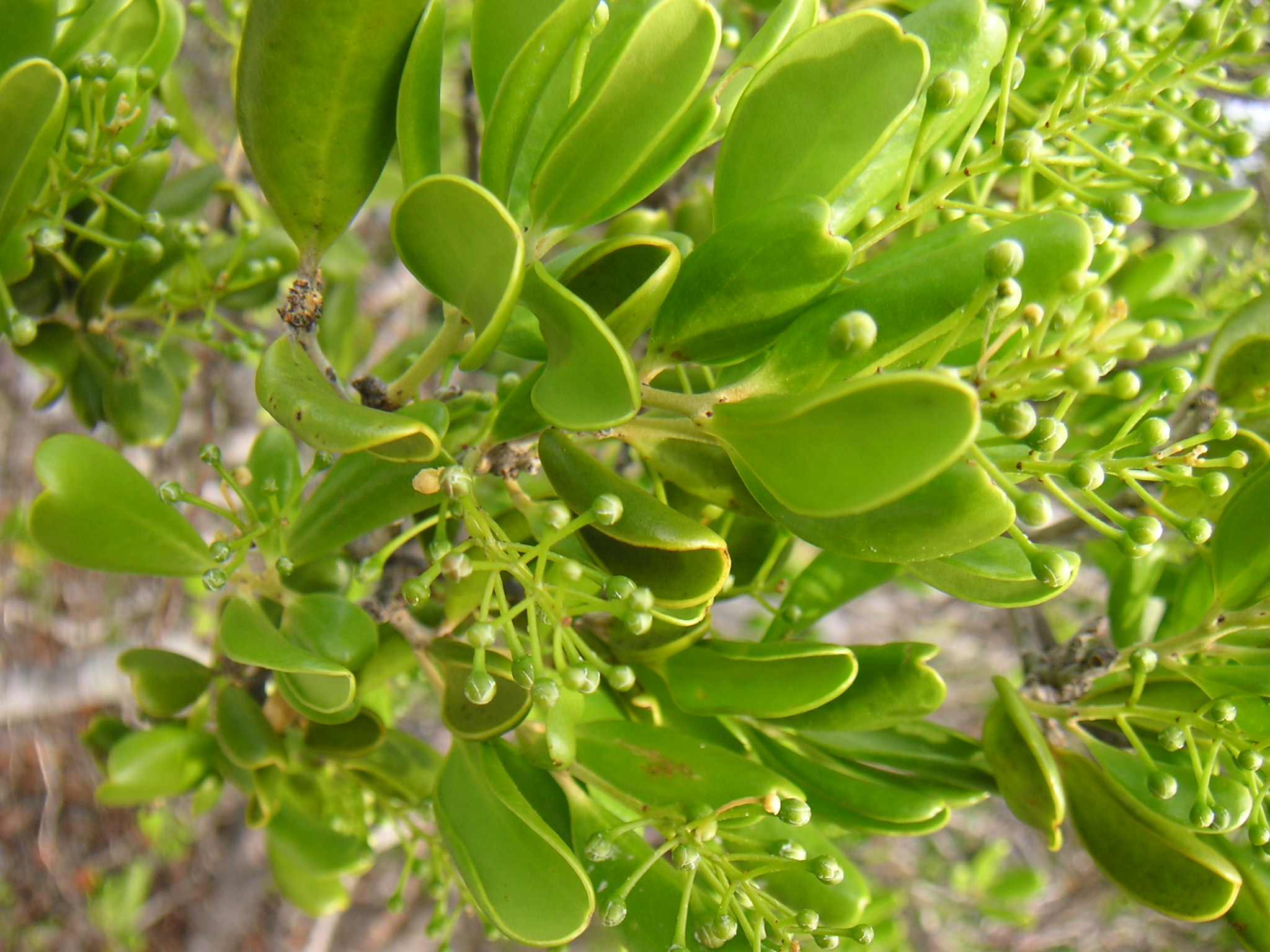
Tribus Theophrasteae: Jacquinia keyensis

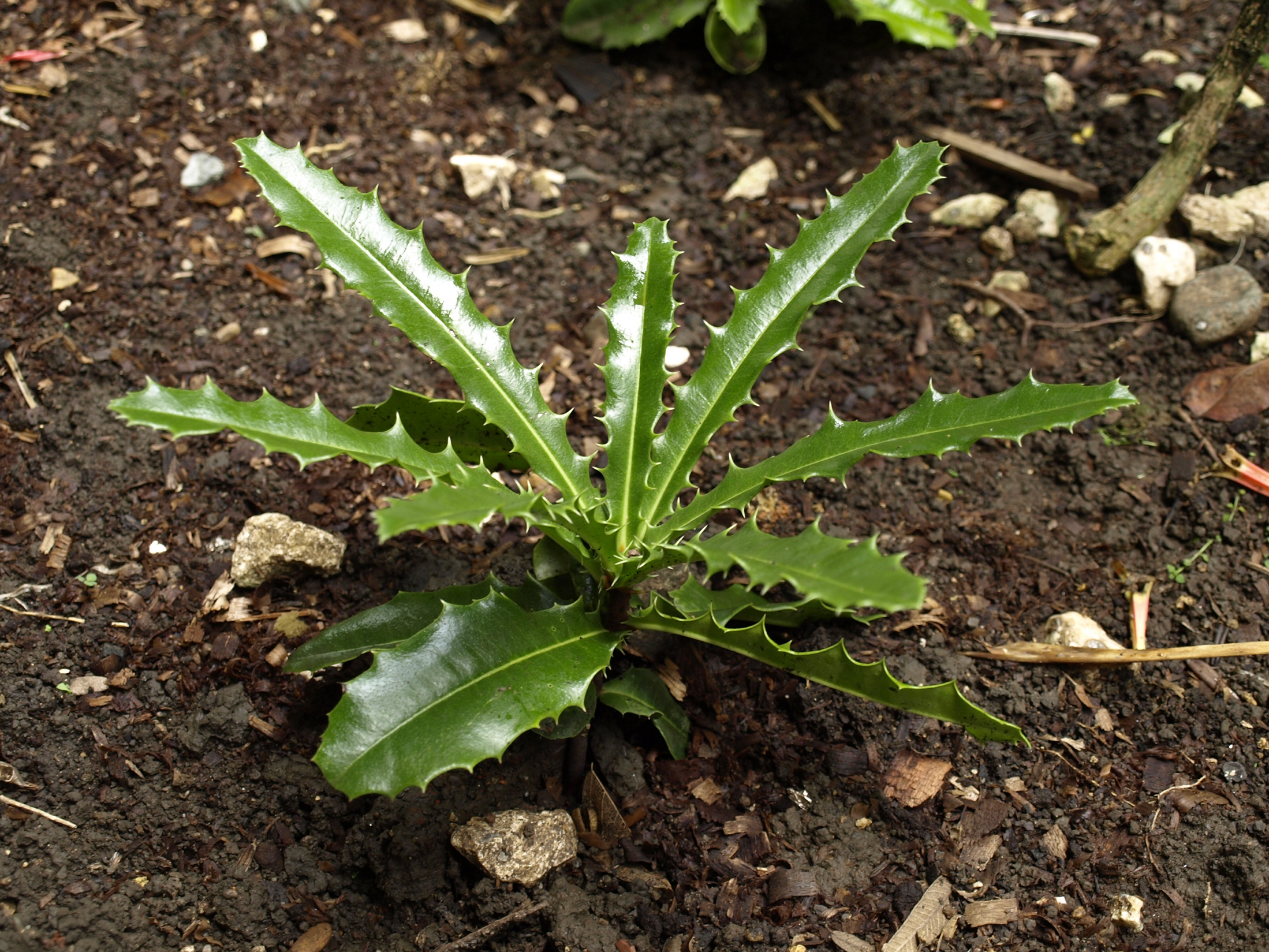
Tribus Theophrasteae: Theophrasta jussiaei

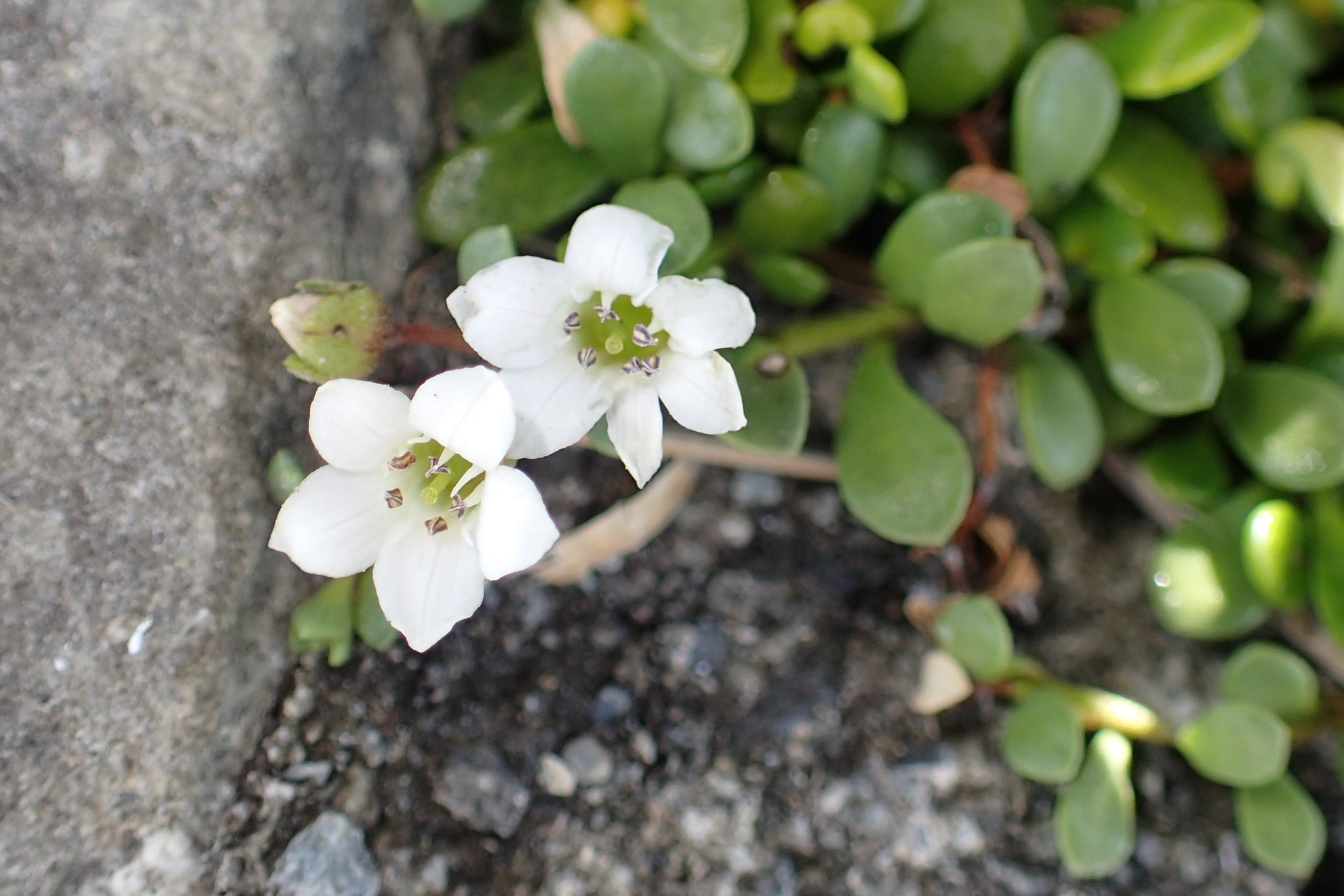
Tribus Samoleae: Samolus repens

## Systematik und Verbreitung
Die Gattungen der Tribus Theophrasteae besitzen eine rein neotropische Verbreitung.
Die Samolus-Arten finden sich in den Florengebieten Holarktis, Neotropis, Paläotropis, Capensis, Australis und Antarktis. Samolus-Arten gedeihen in sämtlichen Klimazonen, wobei ein Schwerpunkt in gemäßigten Klimagebieten sämtlicher Kontinente liegt.

### Botanische Geschichte
Nach APG III sind die Taxa der bisherigen Familie Theophrastaceae Link im gleichen Umfang 2009 als Unterfamilie Theophrastoideae (Bartl.) A.DC. in der Familie der Primulaceae eingeordnet. Der Name der Unterfamilie wurde 1844 von Alphonse Pyrame de Candolle in Augustin-Pyrame de Candolle: Prodromus Systematis Naturalis Regni Vegetabilis, Band 8, S. 145 veröffentlicht. Die Theophrasteae wurde 1830 von Friedrich Gottlieb Bartling in Ordines naturales plantarum, S. 165 erstveröffentlicht. Die Veröffentlichung des Familiennamens Theophrastaceae erfolgte bereits 1829 durch Johann Heinrich Friedrich Link in Handbuch 1, 440. Typusgattung ist Theophrasta L., deren botanischer Name den griechischen Philosophen Theophrastos von Eresos (um 371 v. Chr. – um 287 v. Chr.) ehrt.

### Gliederung der Unterfamilie
Die Unterfamilie Theophrastoideae besteht aus zwei Tribus mit etwa acht (fünf bis neun) Gattungen mit rund 105 Arten:
- Tribus Theophrasteae Bartl.: Mit Chromosomengrundzahlen von n = 18, 20, 24. Die etwa sieben Gattungen enthalten etwa 90 verholzenden Arten:
  - Bonellia Bertero ex Colla: Die seit 2004 etwa 22 Gehölz-Arten sind in der Neotropis weitverbreitet.[3]
  - Clavija Ruiz & Pav. (inklusive Horta Vell. und Zacintha Vell.): Die 50 bis 55 Gehölzarten sind in der Neotropis weitverbreitet.[4]
  - Deherainia Decne.: Die (zwei bis) drei Straucharten sind in Zentralamerika von Mexiko bis Costa Rica verbreitet. Sie haben dichogame, protandrische Blüten.[5]
  - Jacquinia L.: Die seit 2004 mehr als 13 Gehölzarten sind in der Neotropis weitverbreitet. Die Gattung war im bisherigen Umfang polyphyletisch und wurde daher später in mehrere Gattungen aufgeteilt.[3]
  - Neomezia Votsch: Es gibt nur eine Art:
    - Neomezia cubensis (Radlk.) Votsch (Syn.: Theophrasta cubensis Radlk.): Es ist ein Endemit im westlichen Kuba.[6]

  - Theophrasta L.: Die nur zwei Gehölzarten kommen nur auf Hispaniola vor.[7]
  - Votschia B.Ståhl: Es gibt nur eine Art:
    - Votschia nemophila (Pittier) Ståhl (Syn.: Jacquinia nemophila Pittier): Es ist ein Endemit mit küstennahen Habitaten im nordöstlichen Panama.[8]
- Tribus Samoleae Reichenbach: Mit Chromosomengrundzahlen von n = selten 12, meist 13. Sie enthält nur eine Gattung:
  - Bunge (Samolus L.): Die etwa 15 krautigen Arten sind kosmopolitisch in verstreuten Arealen verbreitet. Bei manchen Autoren bildet diese Gattung auch eine eigene Familie Samolaceae Raf.

## Weitere Bilder
Salz-Bunge (Samolus valerandi):

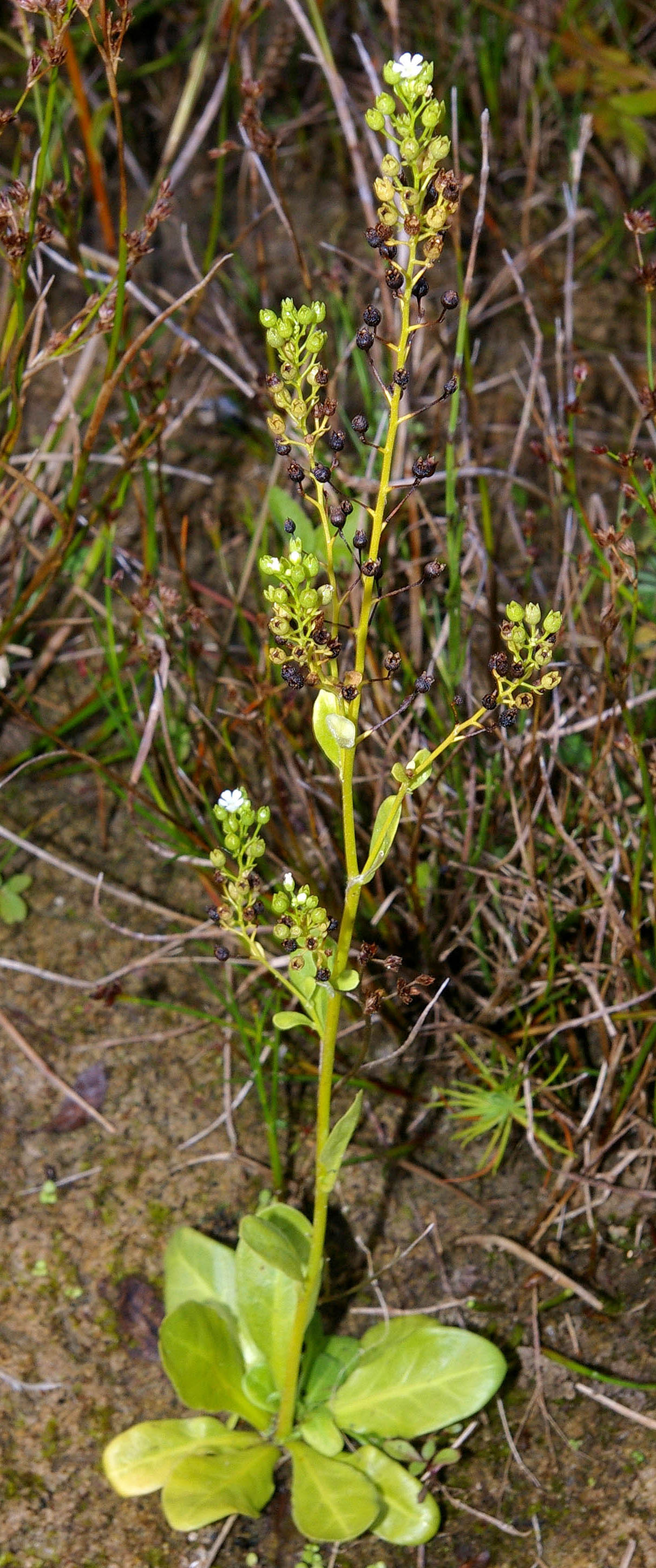
Habitus
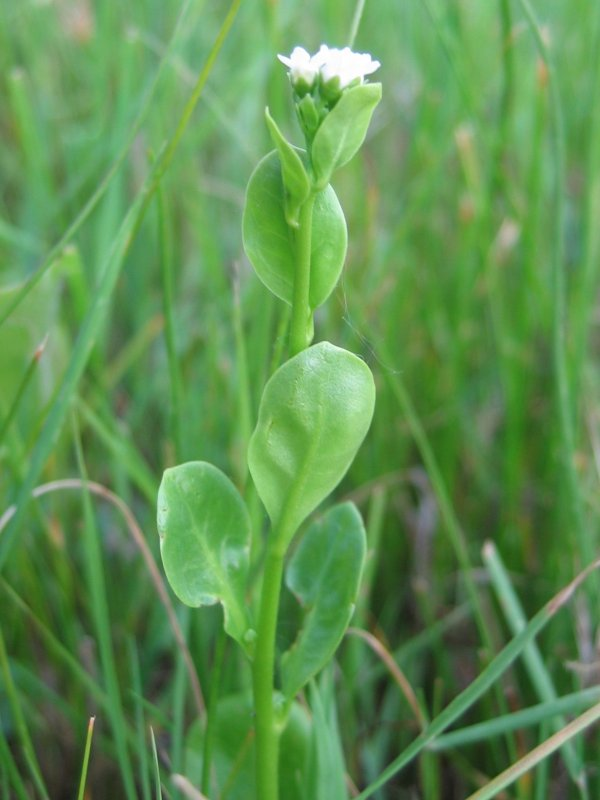
Blütenstand
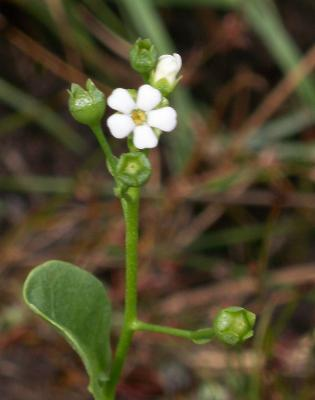
Blüten